# Zosterop ullfosc
El zosterop ullfosc (Zosterops tetiparius) és un ocell de la família dels zosteròpids (Zosteropidae).

## Hàbitat i distribució
Habita boscos i vegetació secundària de les terres baixes de les illes Rendova i Tetepare, a les Salomó.

## Taxonomia
Considerada un grup subespecífic de Zosterops kulambangrae pel Handbook of the Birds of the World.